# Castel San Giovanni
Castel San Giovanni (emilián nyelven Castél San Giuàn) település Olaszországban, Emilia-Romagna régióban, Piacenza megyében. Lakosainak száma 14 097 fő (2023. január 1.). Castel San Giovanni Arena Po, Borgonovo Val Tidone, Bosnasco, Pieve Porto Morone, Rovescala, San Damiano al Colle, Sarmato és Ziano Piacentino községekkel határos.

## Népesség
A település lakossága az elmúlt években az alábbi módon változott:
| Lakosok száma | 13 661 | 13 756 | 14 097 |
|               | 2017   | 2018   | 2023   |